# Ammistamru II.
Ammistamru II. (nach anderer Zählung Ammistamru III.) war ein König von Ugarit, der ab frühestens 1265 v. Chr. bis ca. 1235/30 v. Chr. regierte.
Ammistamru II. war wohl noch ein Kind, als er den Thron bestieg. Sein Vater war Niqmepa und seine Mutter Aḫat-milki, die für den jungen Herrscher die Regierungsgeschäfte führte, bis er erwachsen wurde.
Seine relativ lange Regierungszeit verlief außenpolitisch relativ ruhig. Innenpolitisch hatte er jedoch mit einigen Schwierigkeiten zu kämpfen. Zunächst scheinen sich zwei Brüder gegen ihn und seine Mutter gestellt zu haben. Ammistamru II. bat beim hethitischen König Tudhalija IV. und dem Vizekönig von Karkemisch um Hilfe. Sie sollten als Schiedsrichter dienen. Ammistamru II. gewann in diesem Streit und die Brüder wurden nach Alašija (Zypern) verbannt.
Der Herrscher heiratete eine Frau, deren Name nicht bezeugt ist, die eine Tochter des Amurriter-Königs Bentešina und der Gaššuliyawiya, einer Tochter des Hethiterkönigs Ḫattušili III., war. Ammistamru II. verstieß seine Gemahlin, nachdem diese sich schwere Verfehlungen geleistet hatte und sandte sie nach Amurru zurück. Später verlangte Ammistamru II. aber die Auslieferung der Prinzessin, um sie für ihre Taten zu bestrafen. Šaušgamuwa, mittlerweile Herrscher von Amurru, weigerte sich die Dame auszuliefern, da er deren Hinrichtung befürchtete. Es kam zu immer größeren Spannungen zwischen den beiden hethitischen Vasallen, so dass sich Tudhalija IV. in die Angelegenheit einmischte. Ein eskalierender Konflikt zwischen zwei wichtigen Vasallen wäre nicht in seinem Sinne gewesen, außerdem war Ammistamrus Exfrau seine Nichte. Nach langen Verhandlungen, an denen auch Ini-Teššub, der hethitische Vizekönig in Karkemiš maßgeblich beteiligt war, wurde schließlich entschieden, dass die ehemalige Gemahlin Ammistamrus ausgeliefert werden müsse, an Šaušgamuwa im Gegenzug 1400 Schekel Gold zu zahlen seinen.
Als Nachfolger bestimmte Ammistamru II. wohl schon zu Lebzeiten seinen Sohn Ibiranu.